# La Panza es Primero (canción)
La Panza es Primero es una canción creada por el cantante argentino Ariel Rot en el año 2009. Junto con Los Mareados formó un trío que dio origen a esta canción que nos da un viaje por la rica comida mexicana. Curiosamente, esta canción la compuso en honor de sus amigos del restaurante mexicano La Panza es Primero.

## Letra
La letra la compuso el mismo Ariel Rot, y es así:

La Panza,
La Panza es Primero,
luego ya veremos,
todo es cuestión de empezar.

La Panza (La Panza),
La Panza es Primero,
llenemos la barriguita (¿Por qué?),
por lo que pueda pasar.

(La Panza es Primero)
 Pollo cabreado, flor de calabaza,
gringas, pelirrojas, sincronizadas,
enchiladas, cerdo borracho, margarita,
enchiladas.

(A chillido de marrano,
oído de carnicero)

Porque la Panza,
La Panza es Primero,
luego ya veremos,
todo es cuestión de empezar.

La Panza (La Panza),
La Panza es Primero,
llenemos la barriguita (¿Por qué?),
por lo que pueda pasar.

www.lapanzaesprimero.com
Restaurantes de comida mexicana en España y México

## Música
La música la tocó el dúo de Los Mareados. Estos se unieron a Ariel Rot formando así un grupo potente.